# یان نوروم
یان نوروم (انگلیسی: John Norum؛ زادهٔ ۲۳ فوریهٔ ۱۹۶۴) موسیقی‌دان اهل نروژ است. وی از سال ۱۹۷۸ میلادی تاکنون مشغول فعالیت بوده‌است.